# Auf der Adamant
Auf der Adamant (Originaltitel: Sur l’Adamant, englischer Titel: On the Adamant) ist ein französisch-japanischer Dokumentarfilm von Nicolas Philibert aus dem Jahr 2023. Das Werk porträtiert das Pariser Centre de jour L’Adamant, eine Tagesklinik zur Betreuung und Behandlung von Menschen mit einer psychischen Erkrankung.
Der Film wurde im Februar 2023 im Rahmen der 73. Internationalen Filmfestspiele Berlin uraufgeführt und gewann mit dem Goldenen Bären den Hauptpreis des Festivals.
Der reguläre Kinostart in Frankreich war im April, in Deutschland der 14. September 2023.

## Inhalt
Der Film ist ein Porträt des Centre de jour L’Adamant in Paris. Dabei handelt es sich um ein schwimmendes Gebäude, das sich in der Innenstadt am Fuße der Pont Charles-de-Gaulle am rechten Seine-Ufer befindet. Das einzigartige Tageszentrum heißt Erwachsene mit psychischen Störungen aus den ersten vier Arrondissements willkommen. Es bietet einen zeitlich und räumlich strukturierten Tagesablauf für die Patienten an und hilft ihnen, mit therapeutischen Workshops und psychosozialer Rehabilitationsunterstützung wieder im Alltag Fuß zu fassen. Das Team des Adamant besteht aus Psychiatern, Psychologen, Krankenpflegern, Ergotherapeuten, Fachpädagogen, Psychomotorikern, Pflegekoordinatoren, Krankenhausmitarbeitern und verschiedenen externen Künstlern und Kunsttherapeuten.
Das Architekturbüro Seine Design, das das 2019 fertiggestellte Gebäude entworfen hat, legte Wert auf die Umsetzung hoher Umweltqualitätsstandards. Für die Errichtung des modernen Tageszentrums arbeiteten die Architekten eng mit dem Team und den Patienten des Adamant zusammen.

## Veröffentlichung und Rezeption
Die Premiere des Films fand am 24. Februar 2023 im Rahmen der Internationalen Filmfestspiele Berlin als vorletzter Wettbewerbsfilm statt. Ein regulärer französischer Kinostart im Verleih von Les Films du Losange fand am  14. April 2023 statt. Denen im Film erscheinenden Protagonisten wollte Philibert Auf der Adamant zwei Wochen nach der Berlinale erstmals persönlich präsentieren.
Deutsche Filmkritiker äußerten sich gemischt über Auf der Adamant und zeigten sich von der Vergabe des Goldenen Bären zum Teil überrascht:
Laut Philipp Bovermann (Süddeutsche Zeitung) habe Nicolas Philibert das Bild zu „revidieren“ versucht, die die „Gesellschaft von Menschen mit psychischen Erkrankungen“ habe. Der Kritiker fühlte sich dabei an die Berlinale-Preisverleihung 2018 an Touch Me Not erinnert. Im Gegensatz zum halbdokumentarischen Experimentalfilm von Adina Pintilie filme der Regisseur immer wieder die Tagesklinik von außen. Offenbar wolle „Philibert das Biotop dieser Ungewöhnlichen gerade nicht als Ort von Andersheit zeigen, sondern das Gemeinsame mit den vermeintlich Geistesgesunden betonen“. Auch sah Bovermann Parallelen zu dessen Erfolgsfilm Sein und Haben und ließ die rechtlichen Streitigkeiten um das Werk nicht unerwähnt. Auch in Sur l’Adamant feiere der Regisseur „eine Gemeinschaft, in der sonst übliche Unterschiede nicht existieren“. Die Aussagen der gezeigten Patienten würden dem Film „immer wieder auch eine komische Seite“ verleihen.
Carolin Ströbele (Zeit Online) empfand den Berlinale-Hauptpreis an den Film „überraschend“, „aber folgerichtig“, da die fiktionalen Werke in diesem Jahrgang sehr schwach ausgefallen seien. Philiberts Werk unterscheide sich „von vielen anderen Filmen, die von psychischen Erkrankungen erzählen und letztlich meist auf die Frage hinauslaufen, wer in Wahrheit krank sei, die Patienten oder das System“. In Sur l’Adamant gäbe es „keine kommentierende Stimme, die Menschen erzählen selbst von sich, ihren Ängsten und Träumen“. Auch Ströbele ging wie Bovermann der Frage nach, ob die psychisch kranken Menschen „in irgendeiner Weise ausgestellt oder vorgeführt werden“. Bei der Kritikerin verblieb ein zwiespältiges Gefühl und „ein Restunbehagen“, „gerade an Stellen, in denen das Publikum über die dargestellten Personen“ lache. Als Beispiel führte sie eine Szene an, in der ein Mann mit Kassettenrekorder erzählt, dass „sein Bruder und er nicht nur eine Art Reinkarnation von Vincent und Theo van Gogh“ seien, „Wim Wenders hätte sie beide auch als Vorlage für die Brüder in Paris, Texas genommen“, so Ströbele.
Hanns-Georg Rodek (Welt am Sonntag) fiel ebenfalls Ströbeles Beispiel auf und, dass es „trotz […] mitteilungsbedürftiger, egostarker Charaktere […] kaum ernsthafte Konflikte zu geben“ scheine. Die Tagesklinik wirke „wie ein Zufluchtsort mitten in der Riesenstadt, wo jeder nach seiner Fasson glücklich werden“ könne. Philibert interessiere nie die Erkrankungen selbst. Er bleibe „ganz nah an den Patienten dran“, beobachte, verwickele sie in Gespräche und beantworte ihre Fragen dazu, was er tue. In einem einen Tag später erschienenen Artikel in der Welt sah Rodek es als problematisch an, dass Sur l’Adamant je länger er dauere „im Grunde […] keine Dramaturgie“ habe, außer den mit der Kamera beobachteten Wechsel der Jahreszeiten. „So interessant die Menschen auf dem Boot sind, so hintereinander geklebt wirken auf die Dauer ihre Auftritte“, so der Kritiker.
Ähnlich wie Ströbele sah Tim Caspar Boehme (die tageszeitung) in Sur l’Adamant auf den ersten Blick einen unscheinbaren Kandidaten für den Goldenen Bären. Philiberts Werk überzeuge „nicht allein durch ihre genaue, kommentarlose Beobachtung, sondern auch mit einem Anliegen, das in stillem Ton engagiert vorgebracht“ werde. Der Regisseur plädiere „für einen offeneren Umgang mit den Verrückten, statt sich einfach darauf zu verlegen, die Kranken wieder zum Funktionieren zu bringen“. Die Preisentscheidung sei „eine elegante Lösung“ gewesen, da die übrigen 18 Kandidaten auf den Hauptpreis „in ihrer Mehrheit durch wenig überraschende Arthouse-Routinen“ oder durch nicht ausreichende Drehbücher aufgefallen seien.
Auch Andreas Borcholte (Der Spiegel) sah in der Preisvergabe „eine Absage an das unausgegorene, vielfach nicht auf den Punkt kommende, unkonzentriert oder schlicht in Konventionen verharrende Erzählkino“ im Wettbewerb. Philibert stelle „seine Protagonisten aber nicht aus“ und auch Borcholte verwies auf die Paris, Texas-Szene. Die Tagesklinik sei „ein Ort, an dem das Deviante, das Abgleitende, in Irrsinn und Irrwitz Abdriftende einen Ort der friedlichen Entfaltung“ habe.

## Auszeichnungen

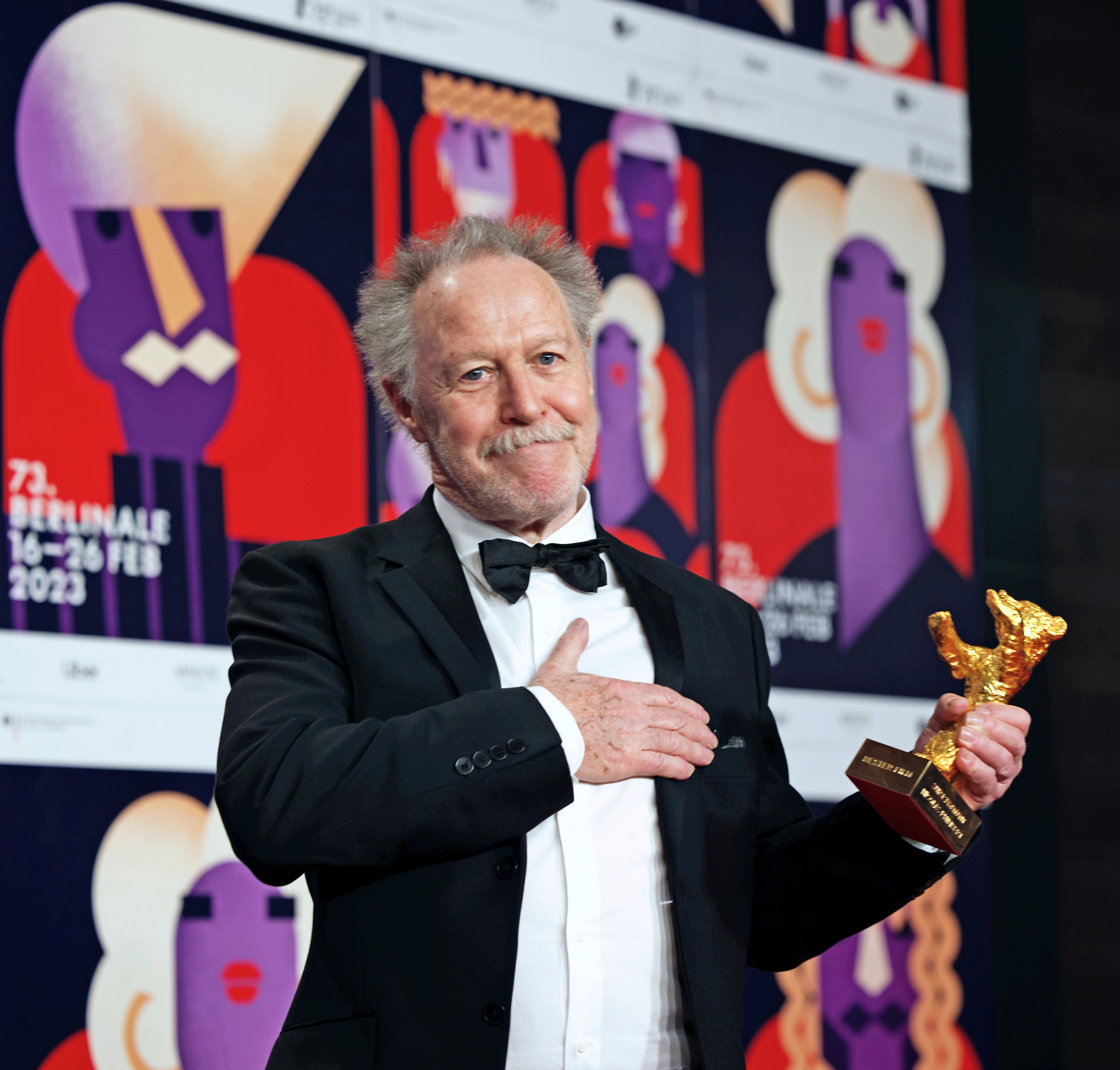
Nicolas Philibert mit dem gewonnenen Goldenen Bären

Auf der Adamant erhielt eine Einladung in den Wettbewerb um den Goldenen Bären, den Hauptpreis der Berlinale. Diesen gewann der Film während der offiziellen Preisverleihung am 25. Februar 2023 im Berlinale Palast. Darüber hinaus erhielt Philiberts Werk eine Lobende Erwähnung bei der Vergabe des Preises der Ökumenischen Jury, hinter dem Wettbewerbsbeitrag Tótem und war für den Berlinale Dokumentarfilmpreis nominiert.